# Croix-Fonsomme
Croix-Fonsomme es una comuna francesa situada en el departamento de Aisne, en la región de Alta Francia.

## Demografía
| 279 | 242 | 274 | 293 | 210 | 220 | 192 |
| Para los censos de 1962 a 1999 la población legal corresponde a la población sin duplicidades (Fuente: INSEE [Consultar]) |     |     |     |     |     |     |